# Lancha de desembarque

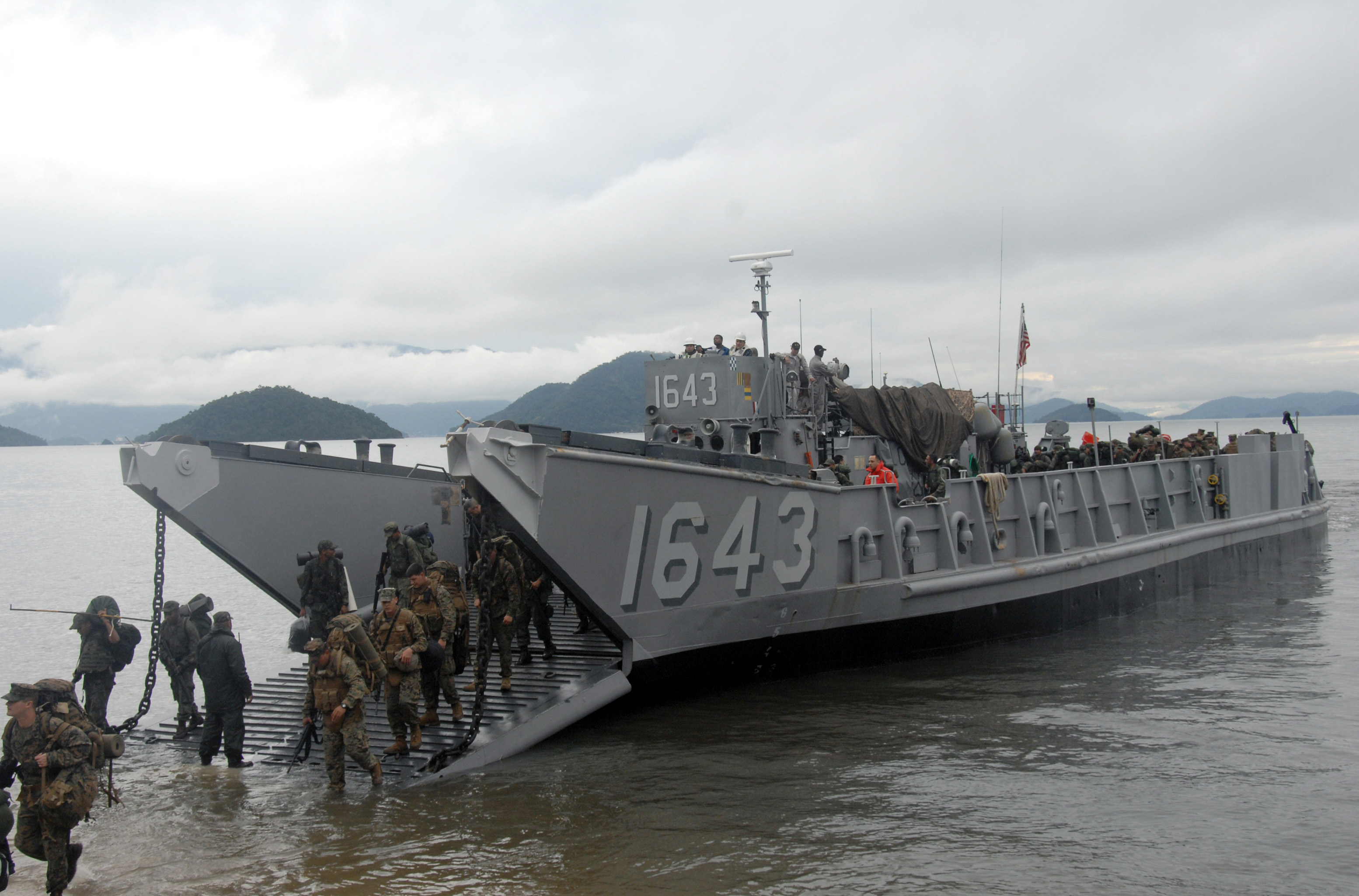
Fuzileiros de vários países americanos a descem de uma lancha de desembarque.

As lanchas de desembarque são embarcações de pequeno e médio porte para o transporte de tropas e equipamentos até às praias. Em acções anfíbias (como por exemplo no Desembarque da Normandia), fazem o vaivém entre os navios ao largo e as praias, levando tropas para a praia, e feridos para bordo do navios.
Embarcações maiores, capazes de transportar carros de combate, e outros equipamentos pesados, são denominadas navio de desembarque de doca, de maiores dimensões e capacidade de carga.

## Na Marinha Portuguesa
Este tipo de embarcações foi bastante utilizado pelas forças portuguesas na Guerra do Ultramar em operações em rios, dado o seu baixo calado. Estas embarcações eram de tal forma importantes na estratégia de contra insurreição, que à data do início da guerra (1961) a Marinha não possuía nenhuma nos seus efectivos e em 1974, quando a guerra terminou, havia 64 (6 grandes, 36 médias e 22 pequenas).